# 土橋亭里う馬 (初代)
初代 土橋亭 里う馬（文化元年（1804年、逆算） - 嘉永4年6月14日（1851年7月12日））は、落語家。通称上総屋浅井善五郎。
最初初代船遊亭扇橋門下で名は不明。後に初代司馬龍生門下に転じ里ん太、2代目里ん馬から2代目龍生、さらに土橋亭里う馬（初代）を名乗った。
2代目立川焉馬の贔屓を受け、1848年秋に2代目焉馬が発行したと推測される番付には西の大関で「土橋亭立川龍馬」となっている。材木町に住んでいたが後に八丁堀に転居している。
嘉永4年没。享年48。
実子は後に古今亭志ん馬を名乗っている。

## 門下
- 3代目司馬龍生
- 2代目土橋亭里う馬
- 3代目土橋亭里う馬
- 土橋亭里ん蝶